# Inácio Pizarro de Morais Sarmento
Inácio Pizarro de Morais Sarmento (Bóbeda, Chaves, 22 de Novembro de 1807 — Chaves, 17 de Maio de 1870), também conhecido por Inácio Pizarro, foi um escritor e poeta. Exerceu as funções de deputados nas Côrtes, notabilizando-se ao publicar, em 1841, o Romanceiro Português da sua autoria, tratando em verso incolor, de recorte popular, cenas heróicas inspiradas na história portuguesa.

## Biografia
Nasceu na Casa do Cruzeiro, aldeia de Bóbeda, residência de seus pais, filho do marechal-de-campo Francisco Homem de Magalhães Quevedo Pizarro, natural de Bóbeda, e de Antónia Adelaide de Morais Sarmento Vaz Pereira Pinto Guedes, natural de Vila Real, sendo baptizado, na capela da Casa do Cruzeiro, em Bóbeda, no dia 8 de Dezembro seguinte.
Inácio Pizarro foi o único filho varão do casal. Sendo o pai militar, obrigado a participar na Guerra Peninsular, aos quatro anos de idade foi levado para casa da sua tia paterna Luísa Pizarro, casada e residente em Burgães e Vila do Conde. Em casa de sua tia foi orientado nos primeiros estudos pelo padre Philippe-Joseph Bellardant, um sacerdote francês refugiado das perseguições desencadeadas pela Revolução Francesa de 1789.
Aos 8 anos de idade ingressou no Real Colégio dos Nobres, em Lisboa, no qual dera entrada, a 10 de Setembro de 1815, o seu processo documental de candidatura. Entretanto, o seu pai partiu para o Brasil em 1816, apenas voltando em 1818, gravemente doente com tuberculose, falecendo meses depois.
Completados os estudos no Colégio dos Nobres, aos 13 anos de idade ingressou na Universidade de Coimbra, tendo como padrinho um tio paterno, Gaspar de Sousa Quevedo Pizarro que, por vontade expressa no testamento de Francisco Pizarro, deveria ser o encarregado da educação do órfão. Matriculou-se na Faculdade de Matemática e na de Filosofia em Novembro de 1821 e na de Direito no mês de Outubro de 1822. Permaneceu em Coimbra pelo menos até 1826, mas não concluiu os estudos.
Fixou-se em Chaves, onde casou a 28 de Dezembro de 1832 com Inês de Castro da Cunha Eça Castelo Branco de Melo, com que teria dois filhos. Dedicou-se à administração das propriedades da família.
Em 1837 foi eleito deputado ao Congresso Constituinte que resultou da Revolução de Setembro, representando o círculo eleitoral de Bragança. Nessa condição participou, integrado na ala mais conservadora, na elaboração da Constituição Política da Monarquia Portuguesa de 1838, tendo papel relevante nas discussões em torno da composição da segunda câmara parlamentar, defendendo um Senado de plena nomeação régia. 
Tomou parte no movimento popular de 1846, a Patuleia, durante o qual escreveu o Memorandum com as reivindicações e a memória dos acontecimentos em Chaves.
Foi fidalgo cavaleiro da Casa Real e herdou de seu pai a comenda de Santa Marinha de Lisboa da Ordem de Cristo. Pertenceu à Sociedade Patriótica Lisbonense e à Maçonaria.
O seu nome é lembrado na toponímia da cidade de Chaves.

## Obras
Inácio Pizarro deixou um largo conjunto de obras publicadas, incluindo inúmeros artigos e folhetins em vários jornais, mas actualmente a sua obra está em boa parte caída no olvido. Aliás, nas palavras de Eugénio Pimentel, datadas de Abril de 1908, poucos homens da envergadura de Inácio Pizarro caíram tão depressa no esquecimento como ele. Entre as obras publicadas incluem-se:
- Mestre Gil (romance histórico), in Panorama de 1838;
- Romanceiro Português ou colecção de romances da história portuguesa (1841; 2.º volume em 1846);
- Lopo de Figueiredo ou a Corte de D. João II (drama), Porto, 1839;
- Diogo Tinoco ou a Corte de D. João II em 1484 (drama), Porto, 1840;
- Henriqueta ou o Proscripto (em verso hendecassílabo), Porto, 1839;
- A Filha do Sapateiro (comédia);
- O Engeitado (romance), 1846;
- O Cântaro de Água (romance entre histórico e fantástico);
- Memorandum de Chaves relativo aos acontecimentos de Maio de 1846, 1846.